# Classe Archimede
La classe Archimede era una classe di sommergibili oceanici della Regia Marina costruiti in 4 esemplari ed entrati tutti in servizio nel 1934. L'unità che diede il nome alla classe, l'Archimede fu ceduto nell'aprile del 1937 alle forze franchiste e venne ribattezzato General Mola, così come il gemello Torricelli che entrato in servizio nel 1934 dopo la cessione ai nazionalisti spagnoli venne ribattezzato General Sanjurjo. Le altre due unità ultima unità, il Galilei e il Ferraris erano dislocati nel Mar Rosso allo scoppio del secondo conflitto mondiale. Il Galilei, il 19 giugno 1940 dopo un duro combattimento venne costretto all'emersione e catturato, per poi essere rimorchiato in porto come trofeo dal cacciasommergibili Moonstone. Il Ferraris dopo la caduta dell'Africa Orientale Italiana, il 3 marzo 1941 lasciò Massaua per raggiungere Bordeaux dopo una navigazione di due mesi senza scalo, per essere poi affondato a Gibilterra il 25 ottobre 1941 mentre cercava di rientrare in Italia. I nomi Archimede e Torricelli sono stati poi assegnati a due unità della classe Brin.

## Unità

### Archimede
Rimase in servizio per la Regia Marina per soli tre anni. Nel gennaio 1937 prese parte alla guerra di Spagna con una sola ed infruttuosa missione.
Fu poi ceduto all'Armada Española dapprima assumendo la denominazione di C. 3 e poi il nome di General Mola.
Operò nel resto del conflitto conseguendo vari successi, ossia gli affondamenti del motoveliero Granada (234 tsl) e dei piroscafi Rapido, Capo Palos (6432 tsl) e Hannah (3697 tsl), oltre al danneggiamento della nave cisterna Campero.
Terminata la guerra civile rimase in servizio nella Marina spagnola sino al 1959, anno del suo disarmo; affondò in una tempesta mentre veniva rimorchiato alla demolizione.

### Evangelista Torricelli
Dal dicembre 1936 partecipò alla guerra di Spagna, silurando l'incrociatore spagnolo Miguel de Cervantes (che riportò gravi danni) ed effettuando azioni di bombardamento costiero.
Nell'aprile 1937 fu ceduto alla Marina spagnola nazionalista e ribattezzato dapprima C. 5 ed in seguito General Sanjurjo. Ottenne alcuni successi, quali gli affondamenti della motonave Ciudad de Barcelona (3946 tsl) e del piroscafo Endymion, nonché il danneggiamento di un altro mercantile, il Ciudad de Reus.
Nel 1943 fu accidentalmente danneggiato dal sommergibile HMS Torbay mentre recuperava i sopravvissuti di un aereo tedesco.
Fu radiato nel 1959 e demolito.

### Galileo Ferraris
Prese parte alla guerra di Spagna, durante la quale affondò i piroscafi Navarra (1688 tsl) e Armuru (2762 tsl) e la motonave Ciudad de Cádiz (4602 tsl).
All'inizio della seconda guerra mondiale era a Massaua; dal 10 giugno 1940 al 26 gennaio 1941 svolse otto missioni in Mar Rosso, senza mai ottenere risultati.
Il 3 marzo 1941 lasciò Massaua prima della caduta della base ed il 9 maggio giunse a Bordeaux, sede della base italiana di Betasom.
Dopo un periodo di manutenzione ripartì per la sua prima missione atlantica, ma nel corso di questa, il 25 ottobre 1941, fu danneggiato da aerei e poi, attaccato dal cacciatorpediniere HMS Lamerton, si autoaffondò. Morirono 6 uomini.

### Galileo Galilei
Prese clandestinamente parte, fra il 1937 ed il 1938, alla guerra di Spagna, servendo anche per alcuni mesi nella Legione spagnola con il nome General Mola II, senza però ottenere risultati.
All'entrata dell'Italia nel secondo conflitto mondiale era dislocato a Massaua, nell'Africa Orientale Italiana. Uscito in mare per la prima missione, il 16 giugno 1940 affondò al largo di Aden la nave cisterna James Stove (8215 tsl). Scoperto e più volte attaccato, fu infine catturato dopo un duro scontro con la cannoniera Moonstone, nel quale perirono 16 membri dell'equipaggio (la supposta cattura di documenti avvenuta a bordo del sommergibile poter aver causato la perdita di altri due sommergibili italiani, il Galvani ed il Torricelli).
Incorporato nella Royal Navy prima come X. 2 e poi come P. 711, fu impiegato per l'addestramento e demolito nel 1946.